# Yayo (Burkina Faso)
Yayo ist ein Dorf in Burkina Faso, in der Region Boucle du Mouhoun, der Provinz Nayala und dem Departement Toma. Yayo liegt am südlichen Rand der Sahelzone und hat 175 Einwohner (1996).